# Bernshausen (Bad Laasphe)
Bernshausen is een plaats in de Duitse gemeente Bad Laasphe, deelstaat Noordrijn-Westfalen, en telt 70 inwoners.